# Círculo Tolosano
El Círculo Cultural Tolosano es un club de fútbol amateur de Argentina, ubicado en el barrio platense de Tolosa, cuya sede se encuentra en la calle 115 Bis entre 528 Bis y 529 de la ciudad de La Plata, Provincia de Buenos Aires.
Fue fundado en 1926 con el nombre “Club Los Tolosanos”. En 1936 cambió su nombre y se comienza a denominar CCT (Círculo Cultural Tolosano)
Fundado por un grupo de adolescentes que se reunían en la esquina de 527 y 115, en la denominada “Vía Vieja” que pertenecía al ferrocarril que unía la ciudad de Ensenada con Tolosa. El objetivo fue fundar un club de fútbol. Así fue aceptado como miembro de la Federación Platense de Fútbol en 1928.
Tras muchas campeonatos ganados, ascendió el 12 de mayo de 1928 a la primera división. En los años posteriores (1936) debido a problemas económicos una nueva comisión directiva se hizo cargo y decidió rebautizarlo con el nombre “Círculo Cultural Tolosano” y suprimir la actividad futbolística por los gastos que esta demandaba.
En el año 2007, vuelve a participar de la segunda división de la Liga Amateur Platense de Fútbol.
El 16 de diciembre de 2012 tras varios intentos de ascender a la primera división de la Liga Amateur Platense, logra el tan deseado ascenso.